# ميلان (ماكو)
ميلان هي قرية في مقاطعة ماكو، إيران. يقدر عدد سكانها بـ 545 نسمة بحسب إحصاء 2016.